# سرب المقاتلات 428
سرب مقاتلات الـ428 (428 إف إس)